# Семенюк Любов Адамівна
Любов Адамівна Семенюк (1 травня 1959, с. Томашгород) — українська пауерліфтерка. Майстер спорту України міжнародного класу.
Займається пауерліфтингом у Рівненському регіональному центрі з фізичної культури і спорту інвалідів «Інваспорт».
Бронзова призерка чемпіонату Європи 2013 року.
Чемпіон Європи 2018 року.
Користується інвалідним візком.